# Джейсон Лондон
Джейсон Лондон (англ. Jason London) (нар. 7 листопада 1972, Сан-Дієго, Каліфорнія) — американський кіно- та телеактор, відомий за ролями Рендалла «Пінк» Флойда у фільмі режисера Річарда Лінклейтера «Під кайфом та збентежені» (1993), Джессі у фільмі «Керрі 2: Лють» (1999) і Ріка Рембіса в фільмі «Відморожені» (2001).

## Вибрана фільмографія

### Кіно
| Рік  | Фільм                     | Оригінальна назва               | Роль                 |
| ---- | ------------------------- | ------------------------------- | -------------------- |
| 1993 | Під кайфом та збентежені  | англ. Dazed and Confused        | Пінк / Рендалл Флойд |
| 1994 | Безпечний прохід          | англ. Safe Passage              | Гідеон               |
| 1995 | Час падіння               | англ. Fall Time                 | Тім                  |
| 1995 | Босий керівник            | англ. The Barefoot Executive    |                      |
| 1996 | Якби стіни могли говорити | англ. If These Walls Could Talk | Кевін Доннеллі       |
| 1999 | Керрі 2: Лють             | англ. The Rage: Carrie 2        | Джессі Раян          |
| 2007 | Зіткнення в зоні 51       | англ. Showdown at Area 51       | Джейк Таунсенд       |
| 2007 | Хто твоя мавпа?           | англ. Throwing Stars            | Боббі                |
| 2011 | 51                        | англ. 51                        | Аарон Шумахер        |

### Телебачення
| Рік початку участі | Рік закінчення участі | Серіал                             | Оригінальна назва                    | Роль               | Кількість серій |
| ------------------ | --------------------- | ---------------------------------- | ------------------------------------ | ------------------ | --------------- |
| 1993               |                       | Байки зі склепу                    | англ. Tales from the Crypt           | Гендерсон          | 1 серія         |
| 2000               |                       | Ясон та аргонавти                  | англ. Jason and the Argonauts        | Ясон               | 2 серії         |
| 2004               |                       | CSI: Місце злочину                 | англ. CSI: Crime Scene Investigation | Кейт Гарбетт       | 1 серія         |
| 2006               |                       | Криміналісти: мислити як злочинець | англ. Criminal Minds                 | Вільям Лі          | 1 серія         |
| 2007               |                       | Анатомія Грей                      | англ. Grey's Anatomy                 | Джефф Поуп         | 1 серія         |
| 2007               |                       | Врятувати Грейс                    | англ. Saving Grace                   | Ренді Мацін        | 2 серії         |
| 2008               |                       | Та, що говорить з привидами        | англ. Ghost Whisperer                | Доктор Раян Геллер | 1 серія         |
| 2010               |                       | NCIS: Полювання на вбивць          | англ. NCIS                           | Двайт Касдан       | 1 серія         |

## Особисте життя
У листопаді 2010 року Лондон заручився з канадською актрисою Софією Карстенс. Пара одружилися 16 липня 2011 року в будинку батьків дружини в Норт-Хіро, штат Вермонт.